# Quadricalcarifera rhypara
Quadricalcarifera rhypara är en fjärilsart som beskrevs av Sergius G. Kiriakoff 1970. Quadricalcarifera rhypara ingår i släktet Quadricalcarifera och familjen tandspinnare. Inga underarter finns listade.